# Oleksandr Kosyrin
Oleksandr Mikhaïlovitch Kosyrin (ukrainien : Олександр Михайлович Косирін) (né le 18 juin 1977 à Zaporijia en République socialiste soviétique d'Ukraine) est un joueur de football ukrainien, qui joue au poste d'attaquant.

## Biographie

### Club
Kosyrin commence le football dans un des clubs de sa ville natale de Zaporijia, dans l'académie de football du FC Torpedo Zaporijia. Il passera deux saisons en D2 ukrainienne avec Victor Zaporijia. 
En 1995, il retourne au Torpedo, puis sera vendu au bout de deux saisons au géant ukrainien du FC Dynamo Kiev. Il ne jouera qu'une poignée de matchs avec le club senior de la capitale, et jouera surtout avec les équipes 2 et 3 du club, les réserves qui évoluaient en deuxième et troisième division. 
En 1998, il est à nouveau prêté au FC Cherkasy, et après une assez bonne saison passée au club, avec 11 buts inscrits en 18 matchs, Kosyrin part tenter sa chance en Israël au Maccabi Tel Aviv. 
Il passe ensuite deux saisons à l'Arsenal Kiev. En 2002, il est transféré dans le nouveau club promu du Tchernomorets Odessa, avec qui il se sentira à l'aise et se révèlera être un buteur prolifique. Kosyrin y passera 3 grandes saisons, devenant même le meilleur buteur du championnat d'Ukraine de la saison 2004–05. Il formera un duo d'attaque avec Kostyantyn Balabanov. 
En 2005, il est vendu au Metalurg Donetsk avec qui il continue à inscrire des buts, puis retourne dans l'équipe d'Odessa le 19 juin 2008 pour un contrat de deux ans avec le Tchernomorets.

### Sélection
Kosyrin a tout d'abord joué avec l'équipe espoir ukrainienne à 6 occasions puis a joué 7 matchs avec l'équipe A d'Ukraine.
Il fait ses débuts senior le 15 août 2005 lors d'un match contre la Macédoine. 